# Comostolopsis marginata
Comostolopsis marginata är en fjärilsart som beskrevs av W. Warren 1899. Comostolopsis marginata ingår i släktet Comostolopsis och familjen mätare. Inga underarter finns listade i Catalogue of Life.